# Unterseeboot 472
L'Unterseeboot 472 ou U-472 est un sous-marin allemand (U-Boot) de type VIIC utilisé par la Kriegsmarine pendant la Seconde Guerre mondiale.
Le sous-marin fut commandé le 20 janvier 1941 à Kiel (Deutsche Werke), sa quille fut posée le 15 novembre 1941, il fut lancé le 6 mars 1943 et mis en service le 26 mai 1943, sous le commandement de l'Oberleutnant zur See Wolfgang Friedrich Freiherr von Forstner.
L'U-472 n'a ni endommagé ni coulé de navire au cours de l'unique patrouille (28 jours en mer) qu'il effectua.  
Il fut coulé par un avion et un navire de guerre britannique, au sud-est de l'Île aux Ours, en mars 1944.

## Conception
Unterseeboot type VII, l'U-472 avait un déplacement de 769 tonnes en surface et 871 tonnes en plongée. Il avait une longueur totale de 67,10 m, un maître-bau de 6,20 m, une hauteur de 9,60 m et un tirant d'eau de 4,74 m. Le sous-marin était propulsé par deux hélices de 1,23 m, deux moteurs diesel Germaniawerft M6V 40/46 de 6 cylindres en ligne de 1400 cv à 470 tr/min, produisant un total de 2 060 à 2 350 kW en surface et de deux moteurs électriques Siemens-Schuckert GU 343/38-8 de 375 cv à 295 tr/min, produisant un total 550 kW, en plongée. Le sous-marin avait une vitesse en surface de 17,7 nœuds (32,8 km/h) et une vitesse de 7,6 nœuds (14,1 km/h) en plongée. Immergé, il avait un rayon d'action de 80 milles marins (150 km) à 4 nœuds (7,4 km/h; 4,6 milles par heure) et pouvait atteindre une profondeur de 230 m. En surface son rayon d'action était de 8 500 milles nautiques (soit 15 700 km) à 10 nœuds (19 km/h).
L'U-472 était équipé de cinq tubes lance-torpilles de 53,3 cm (quatre montés à l'avant et un à l'arrière) qui contenait quatorze torpilles. Il était équipé d'un canon de 8,8 cm SK C/35 (220 coups) et d'un canon antiaérien de 20 mm Flak. Il pouvait transporter 26 mines TMA ou 39 mines TMB. Son équipage comprenait 4 officiers et 40 à 56 sous-mariniers.

## Historique
Il reçut sa formation de base au sein de la 5. Unterseebootsflottille jusqu'au 31 décembre 1943, puis il intégra sa formation de combat avec la 11. Unterseebootsflottille. 
Sa première patrouille fut précédée par de courts trajets de Kiel à Hammerfest, puis de Hammerfest à Narvik. Elle commença réellement le 24 février 1944 au départ de Narvik, il navigua en mer de Norvège et vers le nord-est de la mer de Barents.
Le 4 mars 1944, il fut attaqué et coulé (une autre source affirme qu'il aurait été sabordé) à la position géographique 73° 05′ N, 26° 40′ E, par des coups de feu et des tirs de roquettes d'un Fairey Swordfish de la 816 Naval Air Squadron (en) du porte-avions d'escorte HMS Chaser et par le destroyer HMS Onslaught.
23 des 53 membres d'équipage meurent dans cette attaque.

## Affectations
- 5. Unterseebootsflottille du 26 mai 1943 au 31 décembre 1943 (Période de formation).
- 11. Unterseebootsflottille du 1er janvier 1944 au 4 mars 1944 (Unité combattante).

## Commandement
- Oberleutnant zur See Wolfgang Friedrich Freiherr von Forstner du 26 mai 1943 au 4 mars 1944.

## Patrouilles
|       | Commandant                                     | Départ          | Départ     | Arrivée        | Arrivée    | Jours    | Succès |
| ----- | ---------------------------------------------- | --------------- | ---------- | -------------- | ---------- | -------- | ------ |
|       | Oblt. Wolfgang-Friedrich Freiherr von Forstner | 18 janvier 1944 | Kiel       | 2 février 1944 | Hammerfest | 16 jours |        |
|       | Oblt. Wolfgang-Friedrich Freiherr von Forstner | 4 février 1944  | Hammerfest | 5 février 1944 | Narvik     | 2 jours  |        |
| 1     | Oblt. Wolfgang-Friedrich Freiherr von Forstner | 24 février 1944 | Narvik     | 4 mars 1944    | Coulé      | 10 jours |        |
| Total | Total                                          | Total           | Total      | Total          | Total      | 28 jours | 0 t    |

Note : Oblt. = Oberleutnant zur See

### Opérations Wolfpack
L'U-471 opéra avec les Wolfpacks (meute de loups) durant sa carrière opérationnelle.
- Isegrim (25-27 janvier 1944)
- Werwolf (27 janvier - 1er février 1944)
- Hartmut (24-28 février 1944)
- Boreas (28 février - 4 mars 1944)